# Ruslan Mingazow
Ruslan Kamilieviç Mingazow (ros. Руслан Камильевич Мингазов, Rusłan Kamiljewicz Mingazow; ur. 23 listopada 1991 w Aszchabadzie) – turkmeński piłkarz tatarskiego pochodzenia występujący na pozycji pomocnika w Al-Muharraq SC oraz w reprezentacji Turkmenistanu.

## Sukcesy

### Zespołowe
Aşgabat FK
- mistrzostwo Turkmenistanu: 2008[1]
- Superpuchar Turkmenistanu: 2008[2]

Skonto FC
- mistrzostwo Łotwy: 2010[1]
- Puchar Łotwy: 2011/12

Slavia Praga
- mistrzostwo Czech: 2016/17

### Indywidualne
- piłkarz roku w Tadżykistanie: 2015[2]